# فرانك هابينيزا
فرانك هابينيزا (بالإنجليزية: Frank Habineza)‏ هو مؤسس ورئيس حزب الخضر الديمقراطي الرواندي وهو حزب سياسي تأسس في شهر أغسطس من عام 2009 في رواندا. سعى الحزب للتسجيل في السنة الأولى من تشكيله ستة مرات إلّا أنه فشل في ذلك. بحلول منتصف عام 2010 بقي الحزب غير مسجلاً وعليه لم يكن قادراً على تقديم مرشح للانتخابات الرئاسية الرواندية 2010.

## خلفية
ولد هابينيزا في ميتيانا بأوغندا في عائلة هوتو يوم 22 فبراير عام 1977. دخل جامعة رواندا الوطنية من عام 1999 حتى 2003 متخرجاً من قسم العلوم السياسية والإدارية مع تخصص في الإدارة العامة. أسس رابطة طلابية تدعو للحماية البيئية خلال السنوات التي قضاها في الجامعة. أصبح فيما بعد مساعداً شخصياً لوزير الأراضي والبيئة والمياه والغابات والمناجم. وكان المراسل الرسمي لكل من رواندا نيوسلاين وأوموسيسو بينما كان طالباً في بوتاري. كما عمل في صحيفة «رواندا هيرالد» السابقة، التي أعلن ناشرها أسومان بيكيكا «شخصاً غير مرغوب فيه» في منتصف عام 2002.
كان هابينيزا المنسق الوطني لمنتدى محاضرة حوض النيل في رواندا (NBDF) ما بين عامي 2006 حتى 2009، والمنتدى عبارة عن منبر للمجتمع المدني يجمع أكثر من 50 منظمة غير حكومية تعمل في مجال الحفاظ على نهر النيل. قدم هابينيزا استقالته في شهر مايو 2009. كما كان رئيس منتدى منظمات رواندا غير الحكومية حول الماء والصحية والبيئة (RWASEF)، ومؤسس ورئيس المنظمة الرواندية للحفاظ على البيئة (RECOR). ولكنه استقال من جميع المنظمات غير الحكومية عندما انضم إلى صفوف المعارضة السياسية. أبعدت المنظمتان سالفتي الذكر نفسهما عن هابينيزا في يونيو 2010 بعد تقرير زعم تحويل أموال متبرعين لأهداف سياسية.
ورد اسم هابينيزا في التقرير الصادر عن وزارة الحكومة المحلية كأحد الأشخاص الذين استغلوا تبرعات المنظمات غير الحكومية لأهداف خاصة فأشار التقرير إلى خمسة منظمات غير حكومية بالاسم استخدمها كوسيط للحصول على التمويل لنشاطات سياسية.

## السيرة السياسية
أسس هابينيزا حزب الخضر الديمقراطي الرواندي (DGP) في أغسطس 2009 كبديل عن حزب الجبهة الوطنية الرواندية الحاكم. قدم ثلاثة أعضاء بارزين في حزب الخضر الديمقراطي استقالتهم في في أبريل 2010 على أثر خلافات حول أنشطة هابينيزا. وقالوا إن الحزب يتعرض للتلاعب من قبل جهات أجنبية، ونفوا ما صرح به هابينيزا بأن رواندا تساعد المملكة المتحدة والولايات المتحدة على نهب الأخشاب من جمهورية الكونغو الديمقراطية، أو أن رواندا قامت بنشر قوات في جمهورية الكونغو الديمقراطية. عثر على نائب رئيس حزب الخضر الديمقراطي أندريه كاغوا رويسيريكا مقطوع الرأس بالقرب من الأراضي الرطبة في بوتاري في شهر يوليو 2010. وقد تعرض للطعن مراراً. وكان هابينيزا من بين زعماء المعارضة الذين دعوا إلى فتح تحقيق دولي مستقل في جريمة القتل التي قد تكون دوافعها سياسية.